# Анерио, Феличе
Феличе Анерио (итал. Felice Anerio; 1560 год, Рим, Папская область — 1630 Рим, Папская область) — итальянский композитор, капельмейстер, представитель римской школы, священник.

## Биография
Феличе Анерио родился в Риме (по другой версии в Нарни) в 1560 году. Отец будущего композитора, музыкант Маурицио Анерио, служил в Риме в капелле замка Святого Ангела, а с 1575 по 1582 год тромбонистом в капелле церкви святого Людовика Французского. Начальное музыкальное образование, вместе с братьями Бернардино и Джованни Франческо, Феличе Анерио получил у отца.
С 1568 по 1574 год он пел в хоре собора Санта-Мария-Маджоре. В 1573 году продолжил музыкальное образование у Джованни Марии Нанино. 1 мая 1575 года был принят в хор Юлианской капеллы в соборе Святого Петра, где капельмейстером в то время служил Джованни Пьерлуиджи да Палестрина. Исполнял сначала партии сопрано, потом контральто. В марте 1579 года Феличио Анерио покинул хор, а 24 декабря того же года был принят в капеллу церкви святого Людовика Французского в Риме, откуда также ушёл 16 мая 1580 года.
С 1580 года он посвятил себя сочинению музыки, особенно мадригалов и хоралов. В светских музыкальных произведениях Феличе Анерио того времени заметно влияние творчества его старшего современника, композитора Луки Маренцио.
В 1581—1582 году он жил в Риме в доме отца, вместе с братьями. До 1585 года служил капельмейстером в капелле при Английском колледже иезуитов. В 1589 году был принят на место хормейстера в музыкальное общество «Виртуозы Рима», позднее преобразованное в Академию святой Цецилии. Общество, основанное в 1584 году, состояло из 19 членов.
3 апреля 1594 года, по протекции кардинала Пьетро Альдобрандини, Феличе Анерио возглавил папскую капеллу, сменив на этом посту своего учителя Палестрину. Это место он занимал до самой смерти. В 1607 году или вскоре после этого принял сан священника, что было обычной практикой для композиторов в Папской области. Вместе с Франческо Сориано, другим композитором, представителем римской школы, реформировал Респонсорий в духе Контрреформации.

## Творческое наследие
Творческое наследие композитора включает несколько сборников светских и духовных мадригалов, светских песен, ряд духовных сочинений. Его духовные сочинения, написанные под влиянием музыки Палестрины, вместе с тем, имеют авторскую выразительную интенсивность. Также присутствует приглушенное влияние прогрессивного стиля Северной Италии: двойные хоры, быстрые мелодичные проходы в басовой партии, быстрое изменение текстуры с чередованием между полным хором и небольшими группами двух или трёх голосов. В последних работах заметно влияние Лодовико Виаданы. Большая часть сочинений композитора была издана в 1854 году в сборнике «Musica Divina» в Германии, в издательстве Карла Проске.
Вместе с Франческо Сориано (1549–1621) по заданию Ватикана Анерио работал над новой редакцией Graduale Romanum (Римского градуала), в соответствии с указаниями Тридентского собора. В истории западноевропейской церковной музыки эта редакция, опубликованная Ватиканом в 1614 году, получила название Editio Medicaea (издание Медичи).